# Івор Пандур
Івор Пандур (хорв. Ivor Pandur, нар. 25 березня 2000, Рієка, Хорватія) — хорватський футболіст, воротар англійського клуба «Галл Сіті».

## Клубна кар'єра
Івор Пандур народився у місті Рієка і є вихованцем місцевого однойменного клуба. З 2011 року Івор грав у молодіжній клубній команді. 14 грудня 2019 року він дебютував у першій команді у чемпіонаті Хорватії. За період виступів у складі «Рієки» Пандур виграв два національних кубка.
Влітку 2020 року Пандур підписав п'ятирічний контракт з італійським клубом «Верона». Першу гру у новому клубі папндур провів у жовтні того року у рамках Кубка Італії. У Серії А воротар дебютував 9 травня 2021 року.
Протягом двох сезонів був запасним воротарем італійської команди, лише епізодично з'являючись на полі у її складі. Влітку 2022 року для здобуття ігрової практики був відданий в оренду до нідерландської «Фортуни» (Сіттард).
В січні 2024 року Пандур приєднався до клубу англійського Чемпіоншип «Галл Сіті», з яким підписав контракт на три з половиною роки.
В травні 2025 року Івор Пандур отримав нагороди "Гравець року", "Гравець року за версією гравців" та "Гравець року за версією вболівальників".

## Збірна
У 2021 році резервним воротарем Івор Пандур брав участь у молодіжній першості Європи, що проходила на полях Угорщини та Словенії.

## Статистика виступів

### Статистика клубних виступів
Станом на 7 липня 2022
| Сезон              | Команда            | Чемпіонат          | Чемпіонат | Чемпіонат | Національний кубок | Національний кубок | Національний кубок | Континентальні кубки | Континентальні кубки | Континентальні кубки | Інші змагання | Інші змагання | Інші змагання | Усього | Усього |
| Сезон              | Команда            | Ліга               | Ігор      | Голів     | Ліга               | Ігор               | Голів              | Ліга                 | Ігор                 | Голів                | Ліга          | Ігор          | Голів         | Ігор   | Голів  |
| ------------------ | ------------------ | ------------------ | --------- | --------- | ------------------ | ------------------ | ------------------ | -------------------- | -------------------- | -------------------- | ------------- | ------------- | ------------- | ------ | ------ |
| 2019–20            | «Рієка»            | 1ХНЛ               | 18        | –         | КХ                 | 4                  | -2                 | ЛЄ                   | 0                    | 0                    |               | -             | -             | 22     | -21    |
| 2020–21            | «Рієка»            | 1ХНЛ               | 2         | -2        | КХ                 | 0                  | 0                  | -                    | -                    | -                    |               | -             | -             | 2      | -2     |
| Усього за «Рієки»  | Усього за «Рієки»  | Усього за «Рієки»  | 20        | -21       |                    | 4                  | -2                 |                      | -                    | -                    |               | -             | -             | 24     | -23    |
| 2020–21            | «Верона»           | A                  | 4         | -6        | КІ                 | 2                  | -5                 | -                    | -                    | -                    | -             | -             | -             | 6      | -11    |
| 2021–22            | «Верона»           | A                  | 3         | -6        | КІ                 | 2                  | -4                 | -                    | -                    | -                    | -             | -             | -             | 5      | -10    |
| Усього за «Верону» | Усього за «Верону» | Усього за «Верону» | 7         | -12       |                    | 4                  | -9                 |                      | -                    | -                    |               | -             | -             | 11     | -21    |
| Усього за кар'єру  | Усього за кар'єру  | Усього за кар'єру  | 27        | -33       |                    | 8                  | -11                |                      | 0                    | 0                    |               | 0             | 0             | 35     | -44    |

### Статистика виступів за збірну
| Дата       | Місто         | Господарі   | Результат | Гості       | Турнір                             | Голи | Примітки |
| ---------- | ------------- | ----------- | --------- | ----------- | ---------------------------------- | ---- | -------- |
| 2-9-2021   | Велика Гориця | Хорватія    | 2 – 0     | Азербайджан | Кваліфікація молодіжного Євро-2023 | -    |          |
| 7-9-2021   | Оулу          | Фінляндія   | 0 – 2     | Хорватія    | Кваліфікація молодіжного Євро-2023 | -    |          |
| 8-10-2021  | Вараждин      | Хорватія    | 3 – 2     | Норвегія    | Кваліфікація молодіжного Євро-2023 | -2   |          |
| 12-10-2021 | Сумгаїт       | Азербайджан | 1 – 5     | Хорватія    | Кваліфікація молодіжного Євро-2023 | -1   |          |
| Усього     |               | Матчів      | 4         |             | Голів                              | -3   |          |

## Досягнення
- Володар Кубка Хорватії (2):

«Рієка»: 2018/19, 2019/20